# Чибо, Альдерано
Альдерано Чибо (итал. Alderano Cibo; 16 июля 1613, Генуя, Генуэзская республика — 22 июля 1700, Рим, Папская область) — итальянский куриальный кардинал. Епископ Йези с 24 апреля 1656 по 10 декабря 1671. Государственный секретарь Святого Престола с 23 сентября 1676 по 12 августа 1689. Вице-декан Священной Коллегии Кардиналов с 15 февраля 1683 по 10 ноября 1687. Декан Священной Коллегии Кардиналов с 10 ноября 1687 по 22 июля 1700. Кардинал-священник с титулом церкви Санта-Пуденциана с 24 апреля 1645 по 30 января 1668. Кардинал-священник с титулом церкви Санта-Прасседе с 30 января 1668 по 13 сентября 1677. Кардинал-священник с титулом церкви Сан-Лоренцо-ин-Лучина с 13 сентября 1677 по 6 февраля 1679. Кардинал-протопресвитер с 13 сентября 1677 по 6 февраля 1679. Кардинал-епископ Палестрины с 6 февраля 1679 по 8 января 1680. Кардинал-епископ Фраскати с 8 января 1680 по 15 февраля 1683. Кардинал-епископ Порто и Санта Руфина с 15 февраля 1683 по 10 ноября 1687. Кардинал-епископ Остии и Веллетри с 10 ноября 1687 по 22 июля 1700.

## Ранняя жизнь
Родился Альдерано Чибо 16 июля 1613 года в Генуе. Сын Карла II Чибо, герцога Масса и князя Каррара, и Терезы Памфили. Родственник папы римского Иннокентия VIII, а также кардиналов Лоренцо Чибо (1489 год); Инноченцо Чибо (1513) и Камилло Чибо (1729).
Насчет его образования нет информации.
Отправился в Рим в очень молодом возрасте и стал папским прелатом в понтификат папы римского Урбана VIII. Референдарий трибуналов Апостольской Сигнатуры Справедливости и Милости. Назван папским мажордомом папы римского Иннокентия X в 1644 году. Префект Священного дворца.

## Кардинал
Возведён в кардиналы-священники на консистории от 6 марта 1645 года, получил красную шапку и титул церкви Санта-Пуденциана с 24 апреля 1645 года. Легат в Урбино с 19 февраля 1646 года. Легат в Романдиоле с 15 июня 1648 года. Легат в Ферраре с 3 июля 1651 года. Генеральный управляющий Папского государства. Участвовал в Конклаве 1655 года, который избрал папу римского Александра VII.
24 апреля 1656 года избран епископом Йези. Участвовал в Конклаве 1667 года, который избрал папу римского Климента IX. Избран для титулярной церкви Санта-Прасседе, 30 января 1668 года. Участвовал в Конклаве 1669-1670 годов, который избрал папу римского Климента X. Прекратил быть епископом Йези, 10 декабря 1671 года. Участвовал в Конклаве 1676 года, который избрал папу римского Иннокентия XI. 

## Куриальный сановник
Государственный секретарь Святого Престола с 23 сентября 1676 года по 12 августа 1689 года. Легат в Авиньоне в 1677-1690 годы.
Префект Священной Конгрегации обрядов. Префект Священной Конгрегации по делам епископов и монашествующих. Избран для титулярной церкви Сан-Лоренцо-ин-Лучина, 13 сентября 1677 года. Кардинал-протопресвитер с 13 сентября 1677 года по 6 февраля 1679 года.
6 февраля 1679 года избран для субурбикарной епархии Палестрины. 8 января 1680 года переведён на субурбикарную кафедру Фраскати. 15 февраля 1683 года переведён на субурбикарную кафедру Порто и Санта Руфина. Вице-декан Священной Коллегии Кардиналов с 15 февраля 1683 года по 10 ноября 1687 года.
Секретарь Верховной Священной Конгрегации Римской и Вселенской Инквизиции в 1683-1700 годах. Переведён на субурбикарную кафедру Остии и Веллетри, и собственно декан Священной Коллегии кардиналов, 10 ноября 1687 года. Участвовал в Конклаве 1689 года, который избрал папу римского Александра VIII. Участвовал в Конклаве 1691 года, который избрал папу римского Иннокентия XII.
Умер кардинал Чибо 22 июля 1700 года, в Риме, тело было выставлено и захоронено в гробнице его семьи в церкви Санта-Мария-дель-Пополо в Риме.